# El Angelito (Tumbes)
El Angelito es una localidad peruana ubicada en el distrito de Casitas, perteneciente a la provincia de Contralmirante Villar del departamento de Tumbes, al norte del Perú. 

## Ubicación
El Angelito se ubica al sur de la provincia de Contralmirante Villar, en el distrito de Casitas, en el departamento de Tumbes.

## Demografía
En 2017 El Angelito tenía una población de 16 habitantes.
| Gráfica de evolución demográfica de El Angelito entre 1993 y 2017 |
|                                                                   |
| Fuentes: Población 1993 y 2017                                    |